# Božo Nedoklan
Božo Nedoklan (Split, 1891. – Split, 1973.), zvan Lastavica, jedan od prvih Hajdukovih igrača u kojemu je od njegovog osnutka 1911. Zajedno uz Božidara Šitića jedan je od igrača koji su za Hajduk zaigrali i sljedeće 1912 godine. Na prvoj Hajdukovoj trening utakmici igrao je za momčad B, koja je tu utakmicu izgubila.
Na prvoj utakmici protiv Calcia igrali su u prvoj postavi Buchberger (branka), Fakač, Namar, Bonetti, Murat, Tudor, Šitić, Raunig i Božo Nedoklan.
Za Hajduk je još igrao nekoliko godina a onda je postao nogometni sudac. Ukupno Božo je sakupio 64 nastupa i postigao 24 gola. Sve utakmice tada su bile prijateljske.
Postoji i priča vezana uz Božu da je on bio pravi strijelac prvog Hajdukovog gola, te da se balun odbio u gol od noge Šime Rauniga, zvanog Šimunica. Bio je realizator i drugog gola.
Božini potomci Ozren, zvan Cina, nogometaš Splita (i ratnog) Hajduka i Sven (klupski stomatolog) također su vezani uz sport i Hajduk.
Statistika u Hajduku
| Natjecanje        | Nastupi | Zgoditci |
| ----------------- | ------- | -------- |
| Prvenstvo         | 0       | 0        |
| Kup               | 0       | 0        |
| Superkup          | 0       | 0        |
| Međunarodne       | 0       | 0        |
| Splitski podsavez | 0       | 0        |
| Ukupno            | 0       | 0        |
| Prijateljske      | 64      | 24       |
| Sveukupno         | 64      | 24       |